# Wentzville (Missouri)
Wentzville – miasto w Stanach Zjednoczonych, we wschodniej części stanu Missouri, w hrabstwie St. Charles, położone na zachodnim krańcu aglomeracji St. Louis. W 2010 roku liczyło 29 070 mieszkańców.
General Motors jest największym pracodawcą w mieście.